# Första franska kejsardömet
Det Första franska kejsardömet, formellt den Franska republiken — till 1809 — sedan det Franska kejsardömet, är den period i Frankrikes historia då såväl Frankrike den som större delen av den europeiska kontinenten behärskades av Napoleon I som fransk kejsare. Perioden sträcker sig från konsulatet 1804 till restaurationen av huset Bourbon 1814 och där De hundra dagarna under 1815 räknas dit. Det andra kejsardömet skapades av Napoleon III, och fanns under åren 1852—1870.